# 10 Ursae Minoris
10 Ursae Minoris är en vit stjärna i stjärnbilden Lilla björnen. Stjärnan har visuell magnitud +7,57 och är sålunda inte synlig för blotta ögat.